# Liste der Windmühlen in Thüringen
Die Liste der Windmühlen in Thüringen gibt einen Überblick über die bekannten Windmühlen unterschiedlichen Erhaltungszustandes im Land Thüringen.

## Eisenach(kreisfrei)
Link zu einem Kartenansichtstool, um Koordinaten zu setzen.
| Bild            | Mühle                | Lage                                    | Typ           | Erbaut | Bemerkungen                |
| --------------- | -------------------- | --------------------------------------- | ------------- | ------ | -------------------------- |
| Fotos hochladen | Windmühle Neukirchen | Neukirchen (51° 1′ 7″ N, 10° 20′ 17″ O) | Bockwindmühle |        | Die Mühle brannte 1921 ab. |

## Gera(kreisfrei)
Link zu einem Kartenansichtstool, um Koordinaten zu setzen.
| Bild            | Mühle                 | Lage                                       | Typ           | Erbaut | Bemerkungen |
| --------------- | --------------------- | ------------------------------------------ | ------------- | ------ | --- |
| Fotos hochladen | Windmühle Bieblach    | Bieblach (50° 53′ 40″ N, 12° 5′ 22″ O)     | Turmholländer |        | Der übrig gebliebene konische Stumpf aus Bruchsteinmauerwerk ist zum Gutshof ausgebaut und hat Anbauten.                        |
| Fotos hochladen | Getreidewindmühle Aga | Gera-Kleinaga (50° 57′ 42″ N, 12° 6′ 5″ O) | Turmholländer |        | Der konische Mühlenstumpf aus Ziegelmauerwerk ist zur Motormühle umgebaut und hat Anbauten und eine Haube, jedoch keine Flügel. |

## Jena(kreisfrei)
Link zu einem Kartenansichtstool, um Koordinaten zu setzen.
| Bild                              | Mühle                  | Lage                                            | Typ              | Erbaut    | Bemerkungen |
| --------------------------------- | ---------------------- | ----------------------------------------------- | ---------------- | --------- | --- |
| weitere Bilder \| Fotos hochladen | Windmühle Krippendorf  | Jena-Krippendorf (50° 58′ 49″ N, 11° 32′ 50″ O) | Bockwindmühle    | 1738/1742 | Die Mühle wurde zwischen 1738 und 1742 erbaut. Nach vollständiger Restaurierung durch einen Privatier wurde sie seit 1983 als funktionsfähiges Schauobjekt betrieben. Orkan Kyrill zerstörte die Mühle am 18. Januar 2007 vollständig. Die Stadt Jena ließ sie wieder aufbauen unter maßgeblicher Beteiligung des Thüringer Mühlenvereins. Seit dem Deutschen Mühlentag 2012 ist die Mühle mit 1 Mahlgang wieder funktionstüchtig und wird betrieben und unterhalten durch den Feuerwehr- und Dorfverein Krippendorf e. V. |
| BW                                | Holländermühle Cospeda | Cospeda (51° 4′ 21″ N, 11° 39′ 51″ O)           | Galerieholländer |           | nur Unterbau erhalten, umgebaut zu einem Wohnhaus |

## Suhl(kreisfrei)
Link zu einem Kartenansichtstool, um Koordinaten zu setzen.
| Bild            | Mühle          | Lage                                | Typ           | Erbaut | Bemerkungen                                          |
| --------------- | -------------- | ----------------------------------- | ------------- | ------ | ---------------------------------------------------- |
| Fotos hochladen | Windmühle Suhl | Suhl (50° 36′ 20″ N, 10° 41′ 28″ O) | Turmholländer | 1848   | Siehe: Bericht über eine geplante Sanierung aus 2010 |

## Weimar(kreisfrei)
Link zu einem Kartenansichtstool, um Koordinaten zu setzen.
| Bild            | Mühle            | Lage                                  | Typ           | Erbaut | Bemerkungen                                                                                 |
| --------------- | ---------------- | ------------------------------------- | ------------- | ------ | ------------------------------------------------------------------------------------------- |
| Fotos hochladen | Windmühle Weimar | Weimar (50° 58′ 19″ N, 11° 18′ 53″ O) | Turmholländer |        | Umgebaut zu einem Wohnhaus, ehemals Villa Sauckel, jetzt Bildungszentrum der Arbeitsagentur |

## Landkreis Altenburger Land
Link zu einem Kartenansichtstool, um Koordinaten zu setzen.
| Bild                              | Mühle                  | Lage                                                  | Typ           | Erbaut | Bemerkungen |
| --------------------------------- | ---------------------- | ----------------------------------------------------- | ------------- | ------ | --- |
| weitere Bilder \| Fotos hochladen | Windmühle Lumpzig      | Lumpzig, Schmölln (50° 56′ 7″ N, 12° 15′ 13″ O)       | Bockwindmühle | 1732   | Das ist die älteste Windmühle Ostthüringens und einzige erhaltene Bockwindmühle im Altenburger Land. Sie hatte einst 2 Steingänge, wobei ein Gang mit schrägem Guss-„Kamm“rad angetrieben wurde. Umfangreiche Restaurierung mit neuem Flügelkreuz. |
| Fotos hochladen                   | Windmühle Wildenbörten | Wildenbörten, Schmölln (50° 54′ 42″ N, 12° 17′ 30″ O) | Turmholländer |        | |

## Landkreis Eichsfeld
Link zu einem Kartenansichtstool, um Koordinaten zu setzen.
| Bild                                    | Mühle                                         | Lage                                                                | Typ           | Erbaut         | Bemerkungen |
| --------------------------------------- | --------------------------------------------- | ------------------------------------------------------------------- | ------------- | -------------- | --- |
| Fotos hochladen                         | Ehemalige Bockwindmühle Holungen, Mühle Glahn | Holungen, Sonnenstein, Windmühlenweg (51° 29′ 43″ N, 10° 23′ 28″ O) | Bockwindmühle | 1844 umgesetzt | Windmüller Joseph Isecke kaufte die Zichorienmühle vom Nordhäuser Schern-Berg, im Jahre 1844 wurde die Mühle dann an den Leibingskopf am Fuß des Sonnensteins umgesetzt und zur Getreidemühle umgebaut, um 1939 abgerissen, Fundamentreste noch vorhanden. |
| Direkt Bild zu diesem Denkmal hochladen | Windmühle Günterode                           | Günterode ()                                                        | Bockwindmühle | 1852           | Windmüller Joseph Schwachheim inserierte am 1. Januar 1853 den Verkauf seiner neu errichteten Bockwindmühle am Ortsrand für 1.800 Taler. Die Mühle ist nicht erhalten.                                                                                     |
| Direkt Bild zu diesem Denkmal hochladen | Windmühle Kallmerode                          | Kallmerode ()                                                       | Turmholländer |                | Betrieb bis in die 1920er Jahre, nach Verfall erfolgte der Rückbau um 1930. |
| Direkt Bild zu diesem Denkmal hochladen | Holländermühle Küllstedt                      | Küllstedt, Windmühle (am nördlichen Ortsrand) ()                    | Erdholländer  | 1856           | War noch bis 1911 in Betrieb, im Jahre 1914 wurde die Mühle beseitigt. Keine Reste mehr vorhanden, nur noch Straßennamen erinnern an den einstigen Mühlenstandort.                                                                                         |

## Landkreis Gotha
Link zu einem Kartenansichtstool, um Koordinaten zu setzen.
| Bild                              | Mühle                                    | Lage                                          | Typ           | Erbaut | Bemerkungen |
| --------------------------------- | ---------------------------------------- | --------------------------------------------- | ------------- | ------ | --- |
| Fotos hochladen                   | 2 benachbarte Windmühlen bei Molschleben | Molschleben (51° 0′ 0″ N, 10° 46′ 59″ O)      |               |        | 1905 (laut Karte) noch 2 Mühlen am nördl. Ortsrand (Gierstädter Weg) und 1 Mühle an der Ziegelei. Nichts mehr erhalten. |
| Fotos hochladen                   | Windmühle Bufleben                       | Bufleben (51° 0′ 31″ N, 10° 44′ 4″ O)         | Bockwindmühle |        | wird restauriert |
| Fotos hochladen                   | Windmühle Aschara                        | Aschara (51° 3′ 38″ N, 10° 41′ 2″ O)          | Erdholländer  |        | Auf dem 268 m ü. NN hohen Weinberg. Ohne Technik, letzte erhaltene Holländermühle dieser Art in Thüringen. |
| Fotos hochladen                   | Windmühle Bad Tennstedt                  | Döllstädt (51° 5′ 11″ N, 10° 49′ 6″ O)        | Turmholländer |        | Stumpf erhalten |
| weitere Bilder \| Fotos hochladen | Windmühle Ballstädt                      | Ballstädt (51° 2′ 25″ N, 10° 43′ 7″ O)        | Bockwindmühle | 1834   | Sie wurde 1834 erbaut und 1933 aus Hoheneggelsen zum heutigen Standort umgesetzt und wiederhergestellt. |
| Fotos hochladen                   | Windmühle Friemar                        | Friemar (50° 58′ 32″ N, 10° 47′ 22″ O)        | ?             |        | 1905 (laut Karte) noch 2 Mühlen am südlichen Ortsrand links und rechts der heutigen Windmühlenstraße 2 Mühlen, 1936 nur noch eine Mühle, inzwischen nicht mehr erhalten. An ihrer Stelle wurde eine Gaststätte mit Saal errichtet. |
| Fotos hochladen                   | Windmühle Kleinfahner                    | Kleinfahner (51° 2′ 22″ N, 10° 51′ 16″ O)     | Bockwindmühle |        | |
| Fotos hochladen                   | Windmühle Pferdingsleben                 | Pferdingsleben (50° 58′ 22″ N, 10° 48′ 55″ O) |               |        | 1905 (laut Karte) noch 1 Mühle am nordwestlichen Ortsrand. Die Mühle wurde schon vor DDR-Zeiten abgerissen. Heute steht dort der Nachfolgebetrieb einer ehem. LPG.                                                                 |
| Fotos hochladen                   | Windmühle Tröchtelborn                   | Tröchtelborn (50° 59′ 38″ N, 10° 48′ 46″ O)   | ?             |        | (1905 laut Karte) noch 1 Mühle am westlichen Ortsrand. Nichts mehr erhalten. |
| Fotos hochladen                   | Windmühle Wangenheim                     | Wangenheim ()                                 | ?             |        | 1905 (laut Karte) noch 1 Mühle am Rothehof östl. vom Bhf. Wangenheim. Nichts mehr erhalten, der alte Bahnhof, um 1900 errichtet, ist heute ein Wohn- und Geschäftshaus.                                                            |

## Landkreis Greiz
Link zu einem Kartenansichtstool, um Koordinaten zu setzen.
| Bild            | Mühle                           | Lage                                            | Typ               | Erbaut | Bemerkungen |
| --------------- | ------------------------------- | ----------------------------------------------- | ----------------- | ------ | --- |
| Fotos hochladen | Windmühle Auma (obere Mühle)    | Auma (50° 41′ 46″ N, 11° 54′ 29″ O)             | ?                 |        | nicht erhalten |
| Fotos hochladen | Windmühle Auma (untere Mühle)   | Auma (50° 41′ 39″ N, 11° 54′ 20″ O)             | Turmholländer     |        | Stumpf erhalten |
| Fotos hochladen | Windmühle Haselbach             | Haselbach (50° 49′ 34″ N, 12° 14′ 29″ O)        | Bockwindmühle     |        | zuletzt mit Motorkraft betrieben, Flügel fehlen, Gebäude in gutem Zustand |
| Fotos hochladen | Windmühle Niederböhmersdorf     | Niederböhmersdorf (50° 39′ 41″ N, 12° 1′ 14″ O) | Paltrockwindmühle | 1843   | Ursprüngliche Bockwindmühle, um 1922 zur jetzigen Paltrockwindmühle umgebaut. Flügelreste, keinerlei Technik mehr vorhanden. Einzige Windmühle dieses Typs in Thüringen. |
| Fotos hochladen | Windmühle Pölzig                | Pölzig (50° 57′ 32″ N, 12° 11′ 19″ O)           | Bockwindmühle     |        | Umgebaut zu einer motorbetriebenen Mühle |
| Fotos hochladen | Windmühle Rüdersdorf            | Rüdersdorf (50° 53′ 47″ N, 11° 58′ 5″ O)        | Turmholländer     |        | Umgebaut, wie ein Wohnhaus |
| Fotos hochladen | Ehemalige Windmühle Tischendorf | Tischendorf (50° 43′ 57″ N, 11° 55′ 10″ O)      | Bockwindmühle     |        | existiert nicht mehr, war bereits in den 1990er Jahren eine Ruine. |
| Fotos hochladen | Windmühle Zeulenroda            | Zeulenroda (50° 39′ 10″ N, 11° 59′ 47″ O)       | Turmholländer     | 1711   | Umgebaut zu einem Wohnhaus. Laut Urkunde über die Veräußerung von Grundstücken durch die Stadt Zeulenroda ist belegt, dass ein Grundstück im Jahr 1711 an den Windmüller Gerhard Stöckert zur Erbauung einer Windmühle vor der Greizer Vorstadt verkauft wurde. Die Windmühle wurde 1722 von der Stadt für 400 Aßo (Alte Schock) wieder angekauft und repariert. Da sie sich schlecht rentierte, wurde sie 1722 für 342 Aßo, 18 Groschen an einen Christoph Walbe verkauft. Walbe zog 1728 wieder von Zeulenroda weg. |

## Kyffhäuserkreis
Link zu einem Kartenansichtstool, um Koordinaten zu setzen.
| Bild                                    | Mühle                              | Lage                                                                  | Typ           | Erbaut                               | Bemerkungen |
| --------------------------------------- | ---------------------------------- | --------------------------------------------------------------------- | ------------- | ------------------------------------ | --- |
| Fotos hochladen                         | Windmühle Bottendorf               | Bottendorf, Roßleben-Wiehe, Reitbahn (51° 18′ 17″ N, 11° 24′ 26″ O)   | Turmholländer | 1735/1748 von Johann Christian Meitz | Ruine |
| Direkt Bild zu diesem Denkmal hochladen | Ehemalige Windmühle Friedrichsrode | Friedrichsrode, Helbedündorf ()                                       | Bockwindmühle | 1862                                 | Ehemalige Bockwindmühle, um 1933 abgerissen. |
| Fotos hochladen                         | Windmühle Hauteroda                | Hauteroda, An der Schmücke, Donaustraße (51° 16′ 6″ N, 11° 16′ 42″ O) | Turmholländer |                                      | Turmwindmühle ohne Flügel, Windrosenreste, Turm aus Bruchsteinmauerwerk nachträglich mit Ziegelmauerwerk aufgestockt.                                             |
| Fotos hochladen                         | Windmühle Immenrode, Erna          | Immenrode, Sondershausen, An der Mühle (51° 21′ 45″ N, 10° 44′ 5″ O)  | Turmholländer |                                      | Die steinerne Mühle ist ein Turmholländer mit einer Wohnung im Erdgeschoss und Wohn- und Arbeitsetagen und mit Resten der Technik. 3 Mahlgänge und Innenkrühwerk. |
| Fotos hochladen                         | Windmühle Langenroda               | Langenroda, Roßleben-Wiehe, Windmühle (51° 17′ 5″ N, 11° 23′ 3″ O)    | Bockwindmühle | 1732                                 | Die Bockwindmühle besitzt eine komplette Technik und ist mit neuem Flügelkreuz für Segelbespannung windgängig.                                                    |

## Saale-Holzland-Kreis
Link zu einem Kartenansichtstool, um Koordinaten zu setzen.
| Bild            | Mühle                     | Lage                                           | Typ           | Erbaut | Bemerkungen                                                                                            |
| --------------- | ------------------------- | ---------------------------------------------- | ------------- | ------ | --- |
| Fotos hochladen | Ehem. Windmühle Bucha     | Bucha (bei Jena) (50° 52′ 16″ N, 11° 31′ 5″ O) | Turmholländer | 1836   | Umgebaut zu einem Wohnhaus. Die Windmühle wurde schon 1836 erwähnt.                                    |
| Fotos hochladen | Windmühle Frauenprießnitz | Frauenprießnitz (51° 0′ 41″ N, 11° 43′ 42″ O)  | Turmholländer | 1883   | Betrieb bereits um 1926 eingestellt. Im März 1976 ausgebrannt, Stumpf später zu Wohnzwecken ausgebaut. |
| Fotos hochladen | Windmühle Kischlitz       | Kischlitz (50° 59′ 4″ N, 11° 48′ 44″ O)        | Turmholländer | 1852   | Turmwindmühle ohne Flügel, Innenkrühwerk im weitesten Sinne.                                           |
| Fotos hochladen | Windmühle Milda           | Milda (50° 51′ 1″ N, 11° 27′ 7″ O)             | Turmholländer | 1850   | Ruine, nur geringe Mauerreste der Mühle vorhanden                                                      |

## Saale-Orla-Kreis
Link zu einem Kartenansichtstool, um Koordinaten zu setzen.
| Bild                              | Mühle                     | Lage                                                        | Typ              | Erbaut | Bemerkungen |
| --------------------------------- | ------------------------- | ----------------------------------------------------------- | ---------------- | ------ | --- |
| Fotos hochladen                   | Turmwindmühle Dittersdorf | Dittersdorf (50° 38′ 46″ N, 11° 48′ 57″ O)                  | Turmholländer    |        | zylindrische Turmwindmühle, restaurierungsbedürftig, ohne Flügel. Siehe hier |
| Fotos hochladen                   | Windmühle Eliasbrunn      | Eliasbrunn (50° 29′ 43″ N, 11° 35′ 49″ O)                   | Turmholländer    | 1878   | Im Jahr 1878 wurde die letzte Turmwindmühle im weiteren Umfeld erbaut, die heute Wahrzeichen des Ortes ist und im Ortswappen verewigt wurde. Flügelkreuz und Windrose fehlen. |
| Fotos hochladen                   | Knapp-Mühle               | Linda bei Neustadt an der Orla (50° 41′ 4″ N, 11° 47′ 1″ O) | Galerieholländer | 1813   | Erbaut im Jahre 1813 am heutigen Standort. Nach einem Brand im Jahre 1867 wieder errichtet als Galerieholländermühle, war sie bis 1965 in Betrieb. Eine Rekonstruktion und der Ausbau zu einer Kleinkunstbühne und zum technischen Schauobjekt erfolgte in den 1980er Jahren. Die technische Einrichtung ist fast komplett erhalten. Als technische Rarität gilt das zweiseitig eingreifende Innenkrühwerk. Die Mühle hat ein neu angebrachtes Flügelkreuz mit Türenzeug. |
| weitere Bilder \| Fotos hochladen | Windmühle Porstendorf     | Porstendorf, Mittelpöllnitz (50° 45′ 41″ N, 11° 55′ 27″ O)  | Bockwindmühle    |        | Ohne Flügel |
| Fotos hochladen                   | Windmühle Ranis           | Ranis (50° 39′ 29″ N, 11° 34′ 7″ O)                         | Turmholländer    | 1844   | Stumpf einer Turmwindmühle ohne Flügel, nach Abwurf der Turmhaube mit Flügeln im Sturm und anschließendem Umbau auf Motorantrieb bis in die 1960er Jahre betrieben. |
| Fotos hochladen                   | Windmühle Weira           | Weira (50° 42′ 15″ N, 11° 42′ 27″ O)                        | Erdholländer     | 1816   | Die 1816 erbaute 12-eckige Holländermühle steht auf einem massiven Sockelgeschoss aus Bruchsteinmauerwerk und ist eine pyramidale Holzkonstruktion mit kegelförmiger, ehemals schiefergedeckter Haube. Flügelwelle und Kammrad, Königswelle und andere Antriebe sind fast komplett erhalten. Im Sockelgeschoss erhaltene Lohestampfe (für Windmühle einzigartig in Deutschland) zur Herstellung von Lohe für Gerbereien, vermutlich 1841 nachträglich eingebaut. Sonstige Müllereitechnik ist ebenfalls erhalten mit zwei Steingängen. Seit 1938 wurde die Mühle nach einem Flügelbruch bis 1964 mit einem Diesel- und einem Elektromotor angetrieben, bis 1964 der Mahlbetrieb eingestellt wurde. Die Vordrehung der Haube erfolgt mittels innenliegendem Krühwerk. |
| Fotos hochladen                   | Windmühle Triptis         | Triptis (50° 44′ 31″ N, 11° 52′ 32″ O)                      | Turmholländer    |        | Turmwindmühle ohne Flügel, umgebaut zu einem Wohnhaus. Ein Eintrag im Staatshandbuch für das Großherzogtum Sachsen: 1840 besagt, dass eine Mühle zwischen Triptis und Braunsdorf stand, „1/2 Meile östlich von Triptis“, vermutlich auf dem Wolfsberg, dessen Koordinaten hier eingetragen sind. |

## Landkreis Saalfeld-Rudolstadt
Link zu einem Kartenansichtstool, um Koordinaten zu setzen.
| Bild            | Mühle                        | Lage                                         | Typ           | Erbaut | Bemerkungen                                                              |
| --------------- | ---------------------------- | -------------------------------------------- | ------------- | ------ | ------------------------------------------------------------------------ |
| Fotos hochladen | Turmwindmühle Dittrichshütte | Dittrichshütte (50° 38′ 0″ N, 11° 15′ 22″ O) | Turmholländer |        | Turmwindmühle mit Flügelattrappe, 2 Windrosen, Schrotgang; Museumsmühle. |

## Landkreis Sömmerda
Link zu einem Kartenansichtstool, um Koordinaten zu setzen.
| Bild            | Mühle                                       | Lage                                            | Typ           | Erbaut    | Bemerkungen |
| --------------- | ------------------------------------------- | ----------------------------------------------- | ------------- | --------- | --- |
| Fotos hochladen | Lerchenmühle, Windmühle auf dem Lerchenberg | Buttstädt (51° 7′ 22″ N, 11° 25′ 58″ O)         | Turmholländer |           | Ruine. Besaß ein Innenkrühwerk im weitesten Sinne |
| Fotos hochladen | Windmühle Altenbeichlingen                  | Altenbeichlingen (51° 13′ 29″ N, 11° 14′ 16″ O) | Turmholländer | 1850/1905 | Auf einem Hügel östlich oberhalb der Ortslage von Altenbeichlingen steht die weithin sichtbare, restaurierte Windmühle. Die Mühle wurde um 1850 erbaut und stand 1862 mit zwei Mahlgängen zum Verkauf. 1905 ist sie infolge eines Blitzschlags vollständig niedergebrannt. Wiederaufbau mit späterer Aufstockung des konischen Natursteinmauerwerks. Mahlbetrieb wurde bis 1956, ab 1948 nur mit Elektrokraft durchgeführt. Rettung der Mühle vor dem Verfall durch eine ansässige Familie und Nutzung zu Wohnzwecken und für museale Ausstellungen. 2006 wurden Flügelnachbildungen angebracht. |
| Fotos hochladen | Windmühle Bachra                            | Bachra (51° 11′ 35″ N, 11° 21′ 28″ O)           | Turmholländer | 1828      | Frühere Turmwindmühle von 1828, seit den 1950er Jahren flügellos. Besaß ein Innenkrühwerk im weitesten Sinne. |
| Fotos hochladen | Windmühle Eßleben                           | Eßleben (51° 8′ 53″ N, 11° 27′ 36″ O)           | Turmholländer |           | Stumpf erhalten |
| Fotos hochladen | Bockwindmühle Schillingstedt                | Schillingstedt (51° 14′ 3″ N, 11° 12′ 22″ O)    | Bockwindmühle | 1840      | Bockwindmühle mit Schrotgang; rekonstruiert mit neuem Jalousie-Flügelkreuz, betriebsfähig. |
| Fotos hochladen | Windmühle Schloßvippach                     | Schloßvippach (51° 6′ 28″ N, 11° 9′ 21″ O)      | Turmholländer |           | Stumpf einer ehemaligen Turmwindmühle, ehemals 2 Windrosen. |
| Fotos hochladen | Windmühle Sprötau                           | Sprötau (51° 7′ 42″ N, 11° 12′ 14″ O)           | Turmholländer |           | ruinös |
| Fotos hochladen | Turmwindmühle Weißensee, Dickmanns Mühle    | Weißensee (51° 12′ 17″ N, 11° 3′ 57″ O)         | Turmholländer |           | Eine komplett erhaltene, nicht betriebsfähige Holländermühle mit 16-eckigem Turmbau. Flügel 2019 erneuert. |

## Unstrut-Hainich-Kreis
Link zu einem Kartenansichtstool, um Koordinaten zu setzen.
| Bild            | Mühle                                          | Lage                                               | Typ           | Erbaut | Bemerkungen |
| --------------- | ---------------------------------------------- | -------------------------------------------------- | ------------- | ------ | --- |
| Fotos hochladen | Windmühle Windeberg                            | Windeberg (51° 16′ 13″ N, 10° 30′ 27″ O)           | Turmholländer |        | Ohne Flügel, Anbau hinzugefügt, z. Z. ohne Technik, Innenkrühwerk im weitesten Sinne                                                    |
| Fotos hochladen | Salzmanns Mühle                                | Großmehlra (51° 16′ 10″ N, 10° 37′ 2″ O)           | Bockwindmühle |        | umgesetzt in das Freilichtmuseum Hohenfelden                                                                                            |
| Fotos hochladen | Windmühle Großmehlra (Turmholländer)           | Großmehlra (51° 16′ 5″ N, 10° 36′ 59″ O)           | Turmholländer |        | eckiger Turm, umgebaut zu einem Wohnhaus                                                                                                |
| Fotos hochladen | Windmühle auf dem Stadberg, Stadtbergwindmühle | Mühlhausen/Thüringen (51° 12′ 7″ N, 10° 26′ 58″ O) | Turmholländer |        | eckiger Turm, umgebaut zu einem Wohnhaus, besaß ein Innenkrühwerk im weitesten Sinne                                                    |
| Fotos hochladen | Windmühle Schlotheim, Windmühle Linke          | Schlotheim (51° 15′ 3″ N, 10° 39′ 30″ O)           | Turmholländer | 1861   | Turmwindmühle ohne Flügel, Turm nachträglich aufgestockt, Technik in Resten; wird restauriert Siehe: Beschreibung im Schlotheim-Artikel |

## Wartburgkreis
Link zu einem Kartenansichtstool, um Koordinaten zu setzen.
| Bild                              | Mühle                          | Lage                                                      | Typ           | Erbaut                            | Bemerkungen |
| --------------------------------- | ------------------------------ | --------------------------------------------------------- | ------------- | --------------------------------- | --- |
| weitere Bilder \| Fotos hochladen | Windmühle Scherbda             | Scherbda (51° 5′ 30″ N, 10° 14′ 58″ O)                    | Bockwindmühle | (1.) 1851–1912 (2.) ca. 1920–1947 | (1.) Die erste Windmühle wurde 1851 vom Windmüller Bäringer aus Ringau-Grandenborn erbaut und blieb bis 1912 in Betrieb. Der Nachfolgebau – hier im Bild – war bis 1947 in Scherbda erhalten und wurde dann mutwillig zerstört. 1926 besuchte der nordhessische Maler Wilhelm Schott Scherbda und fertigte ein Gemälde dieser Mühle an. Ihr Standort war am östlichen Ende der Lindenstraße. Weil die Müllerin bei einem Raubüberfall ermordet wurde, hieß die Mühle auch Mordmühle. Sie besteht nicht mehr. 51° 5′ 28″ N, 10° 15′ 20″ O (2.) Mühle und Wohnhaus am nördlichen Ortsrand wurden nach 1950 abgetragen. Sie stand am nördlichen Ende der Bergstraße. |
| weitere Bilder \| Fotos hochladen | Bockwindmühle Tüngeda Wikidata | Tüngeda, Hörselberg-Hainich (51° 2′ 13″ N, 10° 35′ 17″ O) | Bockwindmühle | 1840                              | 1875 umgesetzt auf heutigen Standort. In den 1990er Jahren vom Verein Bockwindmühle Tüngeda wiederhergestellt, denkmalgeschützt |

## Landkreis Weimarer Land
Link zu einem Kartenansichtstool, um Koordinaten zu setzen.
| Bild                              | Mühle                                     | Lage                                                         | Typ           | Erbaut                                   | Bemerkungen |
| --------------------------------- | ----------------------------------------- | ------------------------------------------------------------ | ------------- | ---------------------------------------- | --- |
| Fotos hochladen                   | Bockwindmühle Bechstedtstraß              | Bechstedtstraß (50° 57′ 17″ N, 11° 12′ 22″ O)                | Bockwindmühle | 1620/1834                                | Die Bockwindmühle wurde 1620 erstmals urkundlich erwähnt und 1834 nach einem Brand neu erbaut. In den Jahren 2000–2001 wurde sie restauriert und ist wieder windgängig sowie voll funktionstüchtig. |
| Fotos hochladen                   | Windmühle Heichelheim                     | Heichelheim (51° 2′ 51″ N, 11° 19′ 10″ O)                    | Turmholländer |                                          | Gastronomische Nutzung |
| Fotos hochladen                   | Salzmanns Mühle                           | Hohenfelden (50° 53′ 21″ N, 11° 9′ 59″ O)                    | Bockwindmühle | 1729                                     | Die so genannte „Salzmanns-Mühle“ ist eine 1729 in Großmehlra, Gemeinde Obermehler, bei Mühlhausen errichtete und bis 1954 betriebene Bockwindmühle. Sie ist damit die älteste erhaltene Bockwindmühle Thüringens, die allerdings vor Ort nicht erhalten werden konnte. Im Herbst 2009 begann man mit dem Abbau und der Umsetzung in das Freilichtmuseum Hohenfelden, wo sie mit dem Ziel der Wiederherstellung der Funktionstüchtigkeit wieder aufgebaut wurde. |
| Fotos hochladen                   | Windmühle Hopfgarten                      | Hopfgarten (50° 59′ 8″ N, 11° 12′ 12″ O)                     | Turmholländer |                                          | Umgebaut zu einem Wohnhaus. Besaß 2 Windrosen |
| weitere Bilder \| Fotos hochladen | Bockwindmühle Klettbach Wikidata          | Klettbach (50° 55′ 2″ N, 11° 9′ 39″ O)                       | Bockwindmühle | 1743                                     | Die Mühle von 1743 wurde 1909 von der Goldenen Aue zum heutigen Standort umgesetzt. Sie ist eine Bockwindmühle mit kompletter Müllereitechnik und hatte ein Hecht’sches Jalousieflügelkreuz. Die Mühle wurde 2007 vom umfriedeten Privatgrundstück abgebaut und in unmittelbarer Nähe auf freier Fläche neu aufgebaut durch die Initiative des örtlichen Mühlenvereins. Heute hat sie ein neues Rutenkreuz. Zerstört bei Orkan Zeynep, 18. Februar 2022.         |
| Fotos hochladen                   | Windmühle Nermsdorf                       | Nermsdorf (51° 4′ 56″ N, 11° 22′ 34″ O)                      | Turmholländer | Standort seit dem 16. Jahrhundert belegt | Ruine. Ehemals mit 5 Flügeln ausgestattet, um 1995 ausgebrannt. |
| Fotos hochladen                   | Windmühle Obernissa                       | Obernissa (50° 57′ 28″ N, 11° 9′ 4″ O)                       | Bockwindmühle |                                          | Die Bockwindmühle befindet sich am Verbindungsweg zwischen Obernissa und Mönchenholzhausen und gehört postalisch zu Obernissa. Sie wurde 1824 erbaut, das Gelände wird heute als Reiterhof genutzt. Flügelkreuz zurzeit nicht vorhanden. |
| Fotos hochladen                   | Windmühle Oberreißen                      | Oberreißen (51° 5′ 20″ N, 11° 24′ 29″ O)                     | Turmholländer | 1700 Vorgängerbau, 1822 jetziges Gebäude | Vorgängerin durch Feuer zerstört, im Jahre 1822 wurde die heutige Form der Holländermühle erbaut. Turm nachträglich aufgestockt. |
| Fotos hochladen                   | Windmühle Schmiedehausen, Mühle Schönherr | Schmiedehausen, Am Heerdestein (51° 4′ 21″ N, 11° 39′ 51″ O) | Turmholländer | 1911                                     | konische Holländermühle aus Ziegelmauerwerk mit Windrosen- und Jalousieflügelresten, nachträglich aufgestockter Turm, sanierungsbedürftig. |